# Hirtzbach
Hirtzbach is een gemeente in het Franse departement Haut-Rhin in de regio Grand Est en telt 1183 inwoners (1999). De plaats maakt deel uit van het arrondissement Altkirch. Hirtzbach telde op 1 januari 2022 1.438 inwoners.

## Geschiedenis
De gemeente maakte deel uit van het kanton Hirsingue tot dit op 22 maart 2015 werd opgeheven en Hirtzbach werd opgenomen in het kanton Altkirch.

## Geografie
De oppervlakte van Hirtzbach bedroeg op 1 januari 2022 13,91 vierkante kilometer; de bevolkingsdichtheid was toen 103,4 inwoners per km².

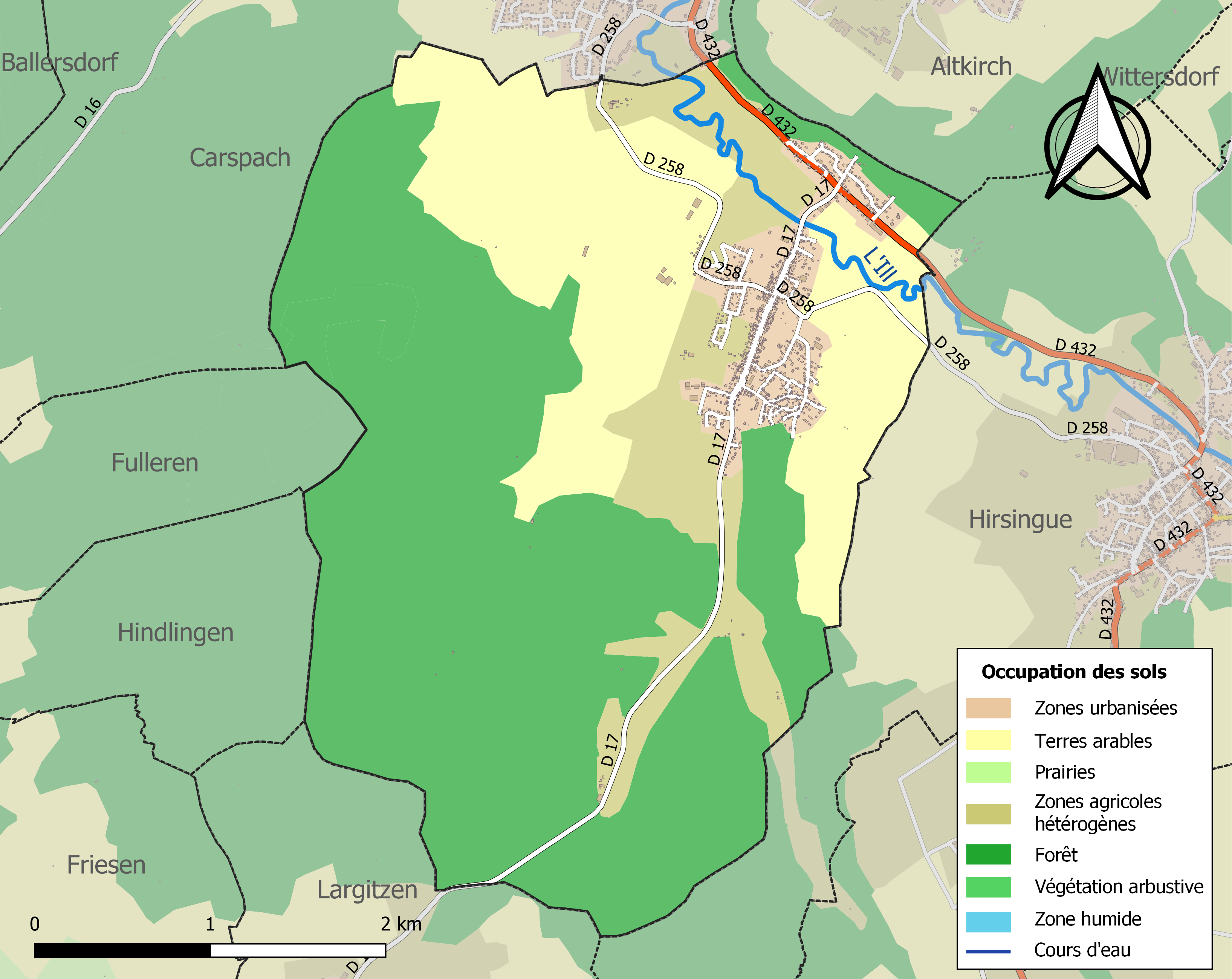
Kaart van de gemeente met de belangrijkste infrastructuur, bodemgebruik en omliggende gemeenten

## Demografie
Onderstaande figuur toont het verloop van het inwonertal (bron: INSEE-tellingen).